# Petrus en Pauluskerk (Ulft)
De Petrus en Pauluskerk is een rooms-katholieke kerk in de Nederlandse plaats Ulft. De kerk is gebouwd in de jaren 1957 tot en met 1959 naar ontwerp van Antonius Vosman. Aangezien de vorige kerk uit 1864 van Pierre Cuypers te klein werd bevonden, werd in 1949 begonnen met de zoektocht naar een geschikte locatie voor een nieuwe kerk. Uiteindelijk werd besloten om de nieuwe kerk naast de oude kerk te bouwen. Op 30 augustus 1959 werd de nieuwe kerk ingewijd en vervolgens de oude afgebroken. Om de kerk beter zichtbaar te maken, werd besloten tot afbraak van vijf winkelpanden. Hierdoor ontstond aan de voorzijde van de kerk het huidige kerkplein.
De kerk is opgezet als een driebeukige kruisbasiliek. Aan de voorzijde heeft de kerk een brede bakstenen toren. Bij het priesterkoor heeft de kerk een halfronde uitbouw. Aan de binnenzijde heeft de kerk kruisgewelven.
De kerk is aangewezen als gemeentelijk monument. 